# Heimkino

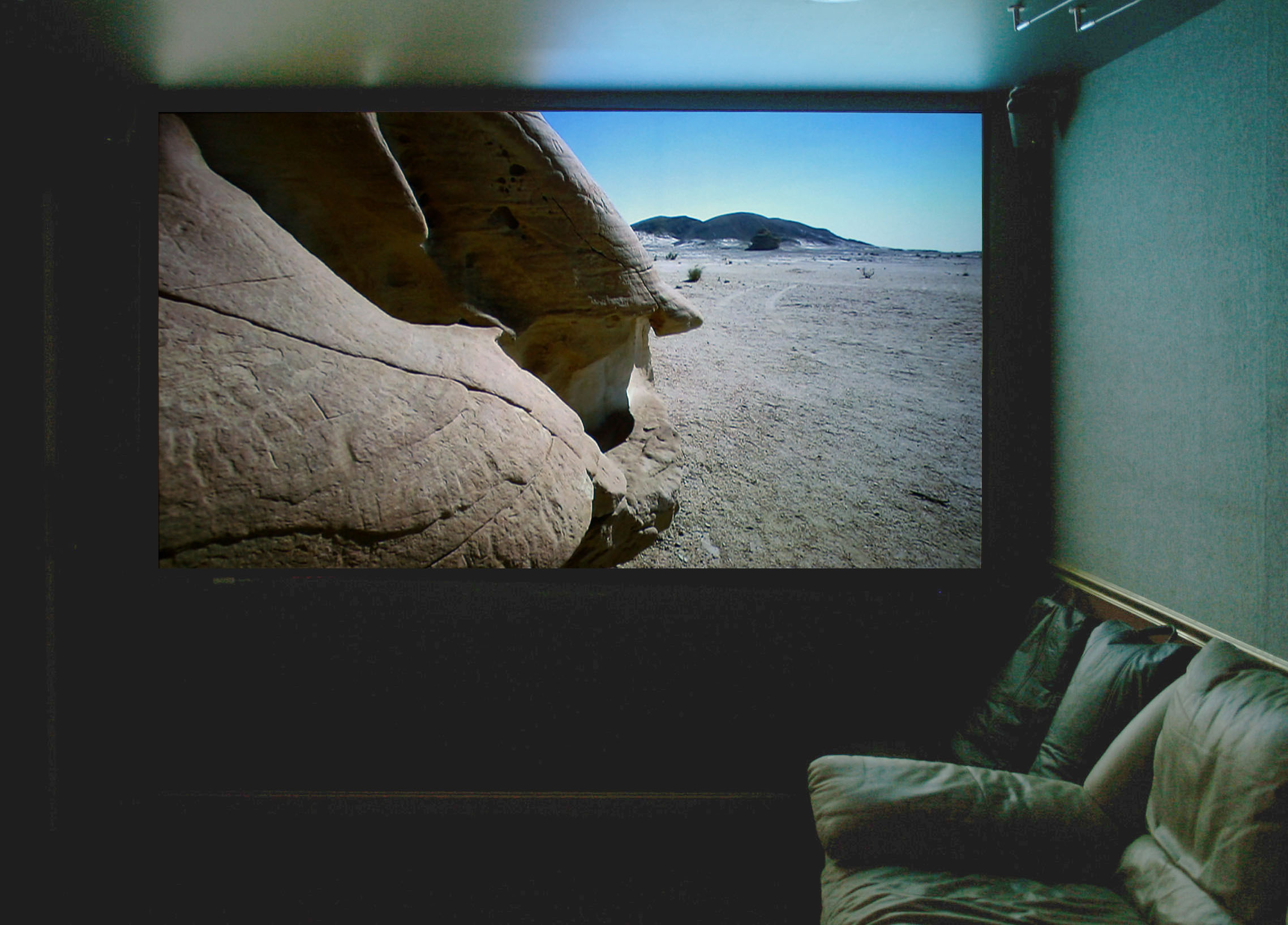
HDTV-Bild im Heimkino

Ein Heimkino (von englisch Home Cinema) dient der akustischen und visuellen Nachbildung der Kinoatmosphäre in Privatwohnungen. Dabei kommt eine Geräteausstattung zum Einsatz, die über das Übliche hinausgeht. Der Anspruch an die Qualität wächst mit der Entwicklung des Kinos (Raumtonverfahren) und der Entwicklung der technischen Möglichkeiten der Unterhaltungselektronik.

## Geschichte
Bereits in den 1930er Jahren gab es Schmalfilme der Firma AGFA (z. B. Ozaphan), die mit eigens konzipierten Kameras erstellt und mit kleinen, handgekurbelten Filmprojektoren zu Hause stumm vorgeführt werden konnten. Auch gab es zu dieser Zeit bereits Kauffilme, also professionell erstellte Filme, die in großer Stückzahl kopiert und im Fachhandel gekauft werden konnten.
In den 1960er Jahren wurde von Kodak das Schmalfilm-Format Super 8 eingeführt. Daraufhin setzte ein regelrechter Boom des Heimkinos ein. Etliche Hollywoodstudios öffneten Archive, um Filme als Super-8-Fassungen zu vertreiben. So wurden in Deutschland Filme des Disney-Konzerns unter der Bezeichnung „Disney Heimkino Filme“ vertrieben. Der Schmalfilm-Boom endete 1982 nach Einführung des Video Home Systems (VHS), die Produktion von Schmalfilmen besteht aber bis heute noch.
In den 1960er Jahren wurde bereits ein besserer Fernseher als Heimkino (oder Pantoffelkino) angesehen; heute verwendete Geräte sind etwa Blu-ray Disc-Player, Dolby Digital/DTS-Soundsysteme sowie hochwertige, großformatige Fernseher oder Videoprojektoren.

## Typischer Aufbau und Komponenten
Der Begriff Heimkino beschreibt einen für die Vorführung von Filmen besonders ausgestatteten Raum mit in der Regel höherwertiger Unterhaltungselektronik. Ein typisches Heimkino enthält:

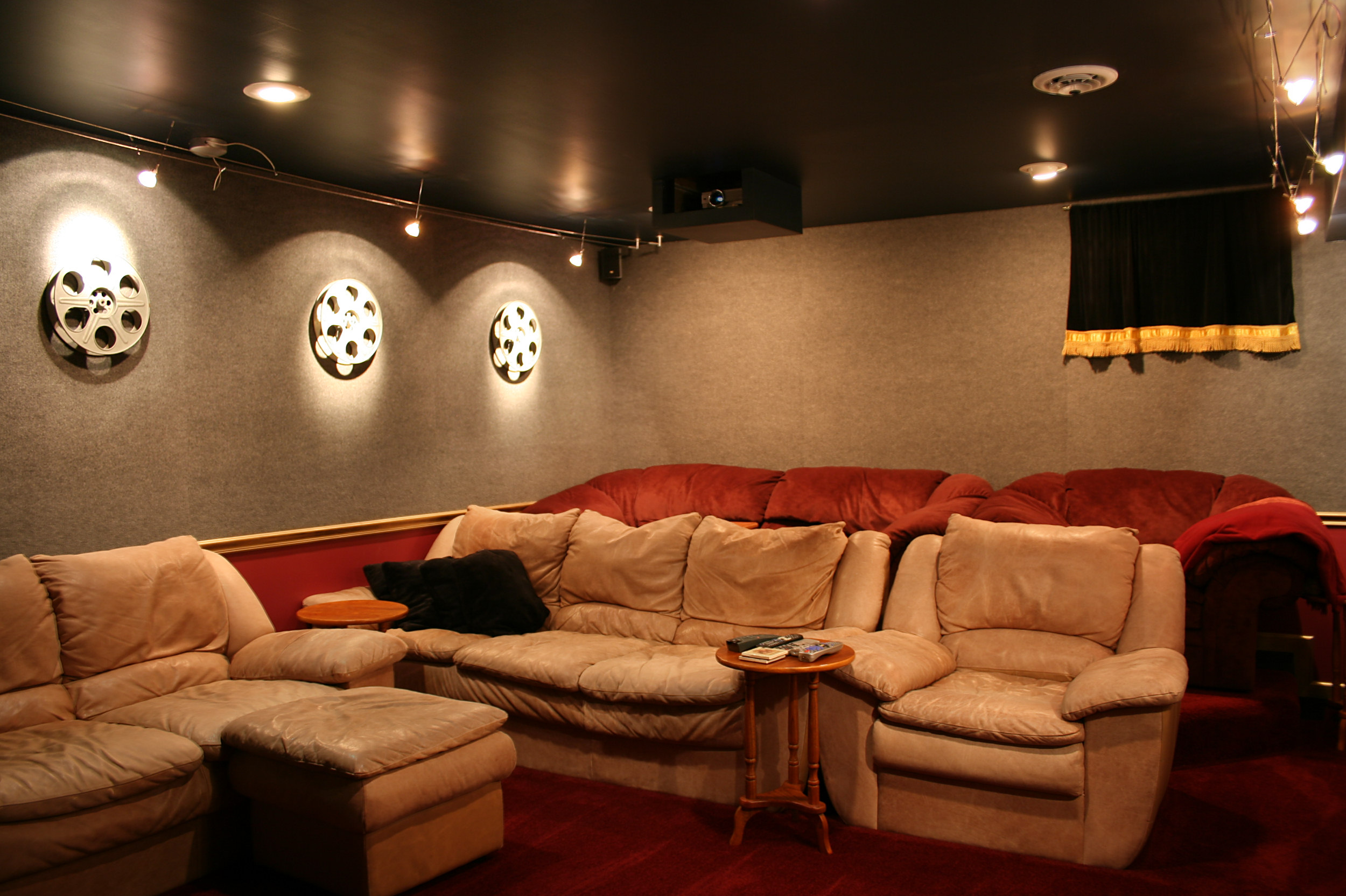
Heimkino mit Videoprojektor

1. Einen Videoprojektor (im Volksmund „Beamer“) mit zugehöriger Projektionsfläche („Leinwand“) oder auch ein Großbildfernsehgerät (LCD, Plasmabildschirm beziehungsweise Rückprojektion). Diese Geräte bieten in der Regel Auflösungen in HDTV- oder Ultra-HD-Qualität.
2. Eine oder mehrere Audio-Videoquellen. Bevorzugt werden heute hochauflösende Quellen, meist Blu-ray Discs oder High-Definition-Fernsehsignale. Quellen nach dem älteren PAL-Standard mit einer geringeren Bildauflösung finden hingegen immer seltener Verwendung, lediglich DVDs und Laserdiscs sowie digitale Fernsehempfänger sind noch weiter verbreitet, während analoge Quellen wie Videokassetten oder analoges Fernsehen aufgrund ihrer eingeschränkten Bildqualität weitestgehend aus den Heimkinos verdrängt wurden. Als weitere Zuspieler dienen Festplattenrekorder, Heimkino-PCs (HTPCs) oder spezielle Abspielgeräte für die Wiedergabe von Filmen, die auf digitalen Speichermedien (vor allem Festplatten, Netzwerkspeichern und USB-Sticks) gespeichert sind oder auch direkt über das Internet übertragen werden (Streaming). Vereinzelt werden noch die Formate WMV-HD-DVD und HD DVD verwendet, in denen jedoch keine neuen Filme mehr veröffentlicht werden.
3. Ein mehrkanalfähiges Audiosystem. Typisch sind 5.1- und 7.1-Systeme mit fünf bis sieben Vollbereichs- beziehungsweise Satellitenlautsprechern und einem Subwoofer mit LFE-Unterstützung (Low Frequency Effects), aber schon ab vier Lautsprechern kann ein eindrucksvolles Raumklangergebnisse möglich sein. Angesteuert werden diese von einem passenden AV-Receiver – einem Verstärker, der die diversen, zumeist digital zugespielten Tonformate dekodieren und wiedergeben kann, zusätzlich aber auch ein Konvertieren und Umschalten der zugespielten Videoquellen wie HDMI, Composite Video, S-Video, Component Video ermöglicht und meist auch einen UKW-Radioempfänger enthält.
4. Komfortable Sitzgelegenheiten, die auf die Leinwand bzw. den Bildschirm ausgerichtet sind und idealerweise im so genannten Sweet Spot der Raumklanglautsprecher stehen.

In einigen Fällen wird der Raum auch komplett umgebaut und einem echten Kino nachempfunden. Das zum Teil unter technischen Aspekten (für eine Verbesserung der Raumakustik sowie beispielsweise zur Steigerung des Bildkontrastes durch eine dunkle und nicht lichtreflektierende Einrichtung insbesondere bei Verwendung eines Videoprojektors), teilweise aber auch nur zur Schaffung einer dem kommerziellen Kino möglichst ähnlichen Atmosphäre. Dabei wird nicht nur auf die Wahl der Kinosessel geachtet, sondern auch auf den passenden Raumaufbau mit abgetrennter Kammer für die Ausstattung zur Geräuschreduzierung. Auch mit automatischen Vorhängen vor der Leinwand, dimmbarem Licht und sogar Popcornmaschinen sind einige Heimkinos eingerichtet. Dabei wird gelegentlich auch eine System-Automation verwirklicht, die auf Tastendruck verschiedenste programmierte Szenarien (Beleuchtung, Vorhang, motorische Leinwand) automatisiert ablaufen lässt.
Seit den späten 2000er Jahren werden immer mehr Heimkinos mit Heimkino-PCs, sogenannten HTPCs ausgestattet. Diese vielseitigen Systeme lassen sich heute dank standardisierter Anschlüsse (vor allem HDMI) einfach in das bestehende Heimkino integrieren und den eigenen Wünschen entsprechend individuell anpassen. Mit der richtigen Konfiguration können Bild- und Tonqualitäten erzielt werden, die sich mit denen von hochqualitativer Ausstattung zu vergleichbarem Preis nicht nur messen, sondern diese auch übertreffen können. Diese Multi-Media-PCs können entweder mit normalen Betriebssystemen wie Windows, Linux oder ähnlichen betrieben werden, oder aber mit speziell entwickelten Software-Paketen wie etwa OpenELEC bzw. Kodi oder VDR. Einige Hersteller haben sich auf den Bau solcher Maschinen spezialisiert und die Zahl der Anbieter heimkinooptimierter PCs nimmt stetig zu.
Generell gibt es, wie auch seit jeher in der Hi-Fi-Szene, oft heftige und kontroverse Diskussionen über die Qualität und Sinnhaftigkeit einzelner Heimkino-Komponenten.

## Surround-Tonsysteme
Im Laufe der Zeit entwickelte sich der Kinotonstandard immer weiter. Anfangs boten vorwiegend HiFi-Stereo-Videorekorder und die weniger verbreitete Laserdisc die Möglichkeit eines verbesserten Tons. Im Heimkino ging die Entwicklung von Mono (ein Tonkanal) und Stereo hin zu Mehrkanaltonsystemen wie Dolby Surround beziehungsweise Dolby Surround ProLogic, bei denen aus einem Stereosignal ein ohne Decoder unhörbarer hinterer Effektkanal erzeugt wurde, wodurch beispielsweise auch von hinten nach vorne wandernde Klangeffekte oder realistischere Umgebungsgeräusche möglich wurden. Zusätzlich kann aus den beiden vorderen Kanälen ein zwischen diesen liegendes Mittensignal generiert werden.
Ab 1992 wurden zunächst in den großen Kinos und später auch auf Laserdisc die digitalen Systeme Dolby Digital sowie DTS eingeführt, mit denen erstmals maximal sechs diskrete (unabhängig voneinander übertragene) Kanäle plus einem Subwooferkanal (LFE) für die Basseffekte wiedergegeben werden konnten. Mit der Einführung der DVD fand diese Technik auch in den Heimkinos große Verbreitung. Während diese Systeme nur über digitale Signalwege übertragen werden können, liefern die weiterentwickelten analogen Systeme Dolby Pro Logic II und Dolby Pro Logic IIx, bei denen die Raumklanginformationen mit bis zu 7 Kanälen plus Subwooferkanal aus zwei analogen Tonkanälen dekodiert werden, eine ähnlich hohe Qualität. Weiterentwicklungen der digitalen Surroundsoundformate mit nochmals gesteigerter Klangqualität sind Dolby Digital Plus, Dolby TrueHD, DTS-HD sowie Dolby Atmos.
Für die Wiedergabe von Mehrkanalton ist im Heimkino die Anschaffung eines speziellen Heimkinoreceivers (AV-Receiver) erforderlich, der die digitalen mehrkanaligen Signale getrennt an die verschiedenen Lautsprecher weiterleitet. Übliche Systeme bestehen aus drei Lautsprecherboxen vorne („Front“; links, Center, rechts) und zwei hinten an den Seiten (Surround links und rechts), welche oftmals etwas höher (nach THX-Norm etwa 60 bis 100 cm über Ohrhöhe) und nach innen gedreht aufgestellt sind (bei Filmen empfiehlt es sich, die Boxen diffus abstrahlen zu lassen, also nicht direkt auf den Zuschauer); sowie dem Subwoofer. Gibt es keinen Subwoofer, so ist eine Umlenkung des LFE-Kanals auf die Front-Lautsprecher möglich, auch der Center-Kanal kann auf diese verteilt werden. In einigen Systemen (6.1) gibt es auch einen rückwärtigen Center-Lautsprecher (Surround Back), bei 7.1-Systemen sogar zwei.
Raumklang-Simulationssysteme wie Virtual Dolby Surround, die auch mit zwei Lautsprechern Raumklang ermöglichen sollen, erreichen nicht die Qualität oder Klangfülle echter Raumklangsysteme. Relativ gute Systeme sind hier Dolby Virtual Speaker und Dolby Headphone.
Mehrkanal-Tonsysteme sind mittels eines Downmix auch zu Zweikanal-Stereo kompatibel. Umgekehrt wird bei einigen älteren Filmen auch ein Upmix auf Dolby Digital 5.1 oder andere Systeme durchgeführt.
Durch den Boom an Flachbildfernsehern werden inzwischen günstige Komplettpakete bestehend aus Verstärker, Lautsprecher und integriertem DVD- oder BluRay-Player als Heimkino-System vermarktet.

## Projektoren
Für ein wirklich großes Bild ist ein Projektor, im Heimkino fast immer digital, im großen Kinosaal gelegentlich noch analog, erste Voraussetzung. In den ersten Zeiten der Laserdisc Anfang der 1980er Jahre konnte sich nur eine sehr kleine Zahl von Filmenthusiasten die damals verfügbaren sehr teuren Röhrenprojektoren leisten. Mit dem Beginn der digitalen Projektion in den 1990er Jahren setzte ein Preisverfall ein, der auch heute noch anhält. So gab es 2015 bereits ab etwa 500 € hochauflösende Projektoren (1920 × 1080 Pixel). Die meisten Heimkinoprojektoren verwenden Lampen von 130 bis 180 Watt Leistung. Damit sind (je nach persönlichem Geschmack) Bildbreiten von 200 bis 300 cm möglich. In der „High-End“-Klasse gibt es aber auch deutlich stärkere Projektoren bis 700 Watt Lichtleistung, um Bildbreiten auch jenseits von 400 cm zu realisieren.
Die lichtstärksten Digitalprojektoren schließlich werden bei Lampenleistungen bis 2 × 2000 Watt schon in kommerziellen Kinosälen eingesetzt, was Bildbreiten bis zu 20 Meter ermöglicht.

## Projektionsflächen
Obwohl der Begriff „Leinwand“ nach wie vor üblich ist, werden statt Stoffen wie Leinen heute häufig Materialien wie Kunststoffe oder Glasfasern dafür verwendet. Sowohl Roll-Leinwände (zum Teil mit Motor) als auch fest montierte Leinwände sind üblich, wobei erstere zur Bildung von Wellen neigen können. Meist ist reines Weiß üblich; manche Benutzer sind der Ansicht, dass ein heller Grauton die besten Ergebnisse liefert. Ein typisches Merkmal einer Leinwand ist auch der Leuchtdichtefaktor, der die Helligkeit in Abhängigkeit vom Blickwinkel beschreibt. Ein zu hoher Leuchtdichtefaktor bzw. ein ungeeignetes Material kann auch zur Bildung eines Hot Spots führen, also eines zu hellen Bildbereichs in der Mitte, der den Bildeindruck stört.
Typische Bildbreiten im Heimkino-Bereich liegen in einem Bereich um die zwei Meter, meist deutlich über einem, jedoch üblicherweise unter drei, da sich durch die Leistung der Projektoren eine Grenze ergibt. Als Format ist 16:9 üblich, welches zum Teil mit verschiebbaren schwarzen Maskierungen auch für andere Bildformate verwendet wird.
Neben fertig zu kaufenden Leinwänden sind auch Selbstbau-Lösungen sehr verbreitet, die zum Teil recht kreativ ausfallen und eine genaue Anpassung an die persönlichen Umstände und Vorlieben ermöglichen. Gängige Komponenten sind etwa Kunststofffolien, die zusammen mit lichtundurchlässigem schwarzem Stoff als Untergrund auf einen Rahmen aufgespannt werden. Andere Lösungen basieren etwa auf Span- oder MDF-Platten mit Dispersionsfarbe, Kunststoffbeschichtung oder aufgespannten Folien. Allgemein üblich ist eine schwarze Umrandung von einigen Zentimetern Breite, die den Kontrast verbessern soll.
Die in der Praxis störendsten Artefakte ergeben sich bei Leinwänden durch Verschmutzung von Teilen der Projektionsfläche. Ganz leichte Wellenbildung fällt hingegen meist deutlich weniger auf. Der Preis einer Leinwand ist weit weniger wichtig, solange diese keine Verschmutzungen aufweist, ein halbwegs vernünftiger Leuchtdichtefaktor gewählt wurde und sich (bei Roll-Leinwänden) die Wellenbildung in Grenzen hält. Die günstigsten Leinwände sind einfarbige Zimmerwände, eventuell noch geglättet und mit spezieller Farbe gestrichen, stehen sie den Rahmenleinwänden kaum nach. Generell sollte die Oberfläche eher matt und weniger glänzend sein, da sich sonst Hot Spots bilden können.

## Qualität der Bildquellen

### Für Leinwand-Großprojektion geeignete Quellen
Die Qualität des Quellmaterials ist von ausschlaggebender Bedeutung. Qualitativ wirklich hochwertige bewegte Bilder für zuhause waren erst mit der Laserdisc, auch Bildplatte genannt, möglich, die jedoch in Europa keine große Verbreitung hatte. Die Farbwiedergabe, Rauschfreiheit und Auflösung der diversen Videoformate waren schon immer unterhalb von professionellen Ansprüchen, das heißt, lange Zeit war keine wirklich gute Großprojektion möglich.
Das bescheidene Bild änderte sich erst mit der Einführung von digitalem Fernsehen und der DVD (ab 1996). Das beste Format aber ist (seit 1992, in den Vereinigten Staaten seit etwa 1999 in größerem Maße verbreitet) das hochauflösende Fernsehen HDTV mit der bis zu fünffachen DVD-Auflösung, welches seit dem 1. Januar 2004 auch in Europa via Astra zu sehen ist. Zusätzlich zu der hohen Auflösung gibt es bei HDTV eine bessere Farbdarstellung sowie fast völlig fehlende Kompressionsartefakte. Beides sind Kritikpunkte, die bei DVD-Material und großen Heimkinos unangenehm auffallen.
Unterscheiden muss man in der Praxis zwischen großformatigen Displays (derzeit meist bis 50 Zoll (127 cm), zum Teil bis etwa 65 Zoll – 165 cm Diagonale) und Leinwandprojektion. Mit einem HDTV-Heimkinoprojektor, der häufig sogar günstiger als großformatige Flachbildschirme ist, werden mühelos Leinwandbreiten von 250 Zentimeter erreicht. Bei den üblichen Sichtabständen im Bereich von drei bis vier Metern wird der Sichtwinkel nunmehr so groß, dass die Auflösung des europäischen PAL-Signals (DVD, Digital-TV) für ein zufriedenstellendes Bild nicht mehr ausreichend sein kann.
Soll ein Erlebnis wie im Kinosaal erzeugt werden, führt das zwangsläufig zu einer großen Leinwand in Kombination mit einem Projektor. Häufig anzutreffende Betrachtungsabstände liegen im Bereich um etwa 1,5 mal (zum Teil bis nahe zum Faktor 1 herunter, maximal 2) Bildbreite, gängige Sichtwinkel im Bereich von etwa 30 bis 35 Grad (zum Teil auch darüber).
Für solche Zwecke ist VHS-Video, ein kleiner Hobby-Camcorder sowie mit Artefakten belegter Analog-TV-Empfang nur bedingt bis nicht geeignet. Sehr gute PAL-Signale, wie von einigen DVDs oder bei 16:9-Ausstrahlungen mit hoher Bitrate von wenigen TV-Sendern beim Digitalfernsehen geboten (dafür bekannt ist etwa das ZDF) reichen in vielen Szenen schon aus, lassen aber doch bei Szenen in der Totalen Bildschärfe vermissen. Hier gilt HDTV nunmehr als unentbehrlich, zumindest wenn ein zu einer wirklich guten 35-Millimeter-Kopie vergleichbarer Eindruck erzeugt werden soll. Auch mit einem HDTV-fähigen Projektor und guter Skalierung (etwa auf 720p bei den gängigen Modellen, eventuell mit einem externen Scaler) ist eine Verbesserung möglich. Neben einem DVD-Player und digitalen Satellitenempfängern sind auch Heimkino-PC, HDV-Camcorder sowie HD-DVD- und Blu-ray-Geräte gut geeignet.
Versteht man unter „Heimkino“ aber auch Installationen mit deutlich kleineren Sichtwinkeln (etwa 10°), wie bei den verschiedenen Varianten der Flachbildschirmen mit Bildbreiten von meist unter einem Meter, so reicht in diesem Fall die Zuspielung via DVD oder Digital-TV mit gutem PAL-Signal meist noch problemlos aus.

### 35-Millimeter-Kinofilm im Vergleich zum Heimkino
In der Theorie kann, je nach Programminhalt, 35-Millimeter-Kinofilm einer HDTV-Projektion eines gut abgestimmten Heimkinos immer noch überlegen sein, in der Praxis dagegen passiert es immer wieder, dass die in Kinos gezeigten Filmkopien schlechter wirken als HD-Videos ab Blu-ray-Disc.
In Filmtheatern kommt mit dem 35-Millimeter-Film ein Filmformat zum Einsatz, welches in den 1890er Jahren entwickelt wurde, Ende der 1920er Jahre auch für den Einsatz als Fotofilm genutzt wurde, dort aber horizontal mit doppelter Bildgröße.
Von den originalen Filmrollen der Aufnahmekameras wird, aus meist mehreren hundert einzelnen „Takes“, eine Urfassung (meist ohne Ton, aber bereits mit allen digitalen Effekten) zusammengeschnitten. Diese dient als Vorlage für die sogenannte „Nullkopie“ (englisch answer print), eine lichtkorrigierte Filmkopie des gesamten Werks mit Dialogton inklusive Musik und Toneffekten. Diese erste Filmkopie wird zur Testvorführung mit Produzenten, Regisseur und gegebenenfalls einem Testpublikum verwendet und bildet in Deutschland die Grundlage für das Leistungsschutzrecht nach Paragraph 94 des Urhebergesetzes. Davon wird eine erneut eine lichtkorrigierte „Korrekturkopie“ angefertigt, die als Basis für weitere Positive verwendet wird. Diese werden dann in den Kinos mittels analoger Technik auf die Leinwand projiziert, wobei je nach Sorgfalt des Kopierwerkes und je nach Sorgfalt beim Umgang mit der Kopie die Qualität erheblich schwanken kann.
Dieses Vorgehen war früher (bis in die 1980er Jahre) rein analog, es wurde also ausschließlich mit Schere und Filmkitt bzw. Klebeband gearbeitet. Heute werden bei den meisten Filmen für den Schnitt alle Filmrollen digital abgetastet und in einem Computersystem gespeichert. Erst hier werden nachfolgende Schritte, wie Farb- und Helligkeitskorrekturen oder digitale Effekte, hinzugefügt. Das derzeit (2006) effizienteste Verfahren nennt sich „Digital intermediate“ und wird bei nahezu allen großen Produktionen eingesetzt. Die beste Bildqualität ist jetzt also in digitaler Form auf einem Plattencluster mit teils weit über 100 Terabyte als digitales Master vorhanden. Die Übertragung in die 35-Millimeter-Form für die Kinokopien via Laserbelichter kommt aus Kostengründen nur für das Masterband in Frage. Nur dieses Masterband und noch einige andere „Premierenkopien“ transportieren auch nahezu die volle Bildqualität. Von nun an nimmt beim weiteren analogen Kopieren die Bildqualität ab, so kommen etwa die gängigen Hollywood-Produktionen häufig auf 35-Millimeter-Filmkopien in die Kinos, die bereits die vierte oder fünfte Generation darstellen.
Da durch die Methode der Verteilung meistens eine Menge Bildschärfe und Farbbrillanz verloren geht, kann in der heutigen Praxis das 35-Millimeter-Format im Kino eigentlich nie seine maximal mögliche Qualität liefern. Durch die kleine Filmfläche sind für das notwendige Vervielfältigen in den Schnellkopierstraßen häufig keine ausreichenden Reserven vorhanden. Das ist der Hauptgrund für den oft deutlich besseren Gesamteindruck bei digitaler HDTV-Projektion, ob im Kino mit Digitalprojektion oder zu Hause. Einen ähnlichen bis besseren Eindruck erzeugen lediglich die nicht für den Massenmarkt gedachten Premierenkopien.
Das ist auch der Grund warum ein 16-mm-blow-up, also das Umkopieren von 16-Millimeter-Film (oder sogar DV) auf 35-Millimeter-Kinokopien nicht unbedingt negativ auffallen muss.
Dass bei IMAX-Versionen die Bildqualität deutlich besser ist, liegt zum einen am größeren Filmformat (ein spezielles 70-mm-Format) wie auch am Qualitätsanspruch.
Da die meisten Filme digital bearbeitet werden, manche bereits digital aufgenommen werden, liegen bereits Daten vor. Die Übertragung auf 35-Millimeter-Film erfolgt lediglich, um mit der in den Kinos vorhandenen traditionellen Technik kompatibel zu sein.
Für Filmverleiher bringt es eine wesentliche Erleichterung, Filme digital zu verbreiten, der Bildeindruck kann in der Praxis besser sein, in größeren Kinos kann es aber auch je nach Bildauflösung des Quellmaterials und Beamers passieren, dass die digitale Projektion durch Artefakte (Pixeltreppen) negativ auffällt.
Im Moment erfolgt die digitale Verbreitung über Festplatten, die wesentlich weniger Platz beanspruchen als Filmrollen. Später ist auch eine Übertragung per Datenleitung oder Satellit denkbar.
Für den Heimkinoeinsatz werden die Filme auf Blu-ray-Discs geliefert, welche eine wesentlich geringere Kapazität als die für den Kinoeinsatz bestimmten Festplatten haben. Damit sind nur erheblich geringere Datenraten möglich, die aber trotzdem wesentlich besser sind als bei der DVD.
Eine Filmvorführung im Heimkino kann im Prinzip attraktiver sein als ein Filmtheaterbesuch, bei dem etliche negative Faktoren existieren, auf die der Zuschauer keinen Einfluss hat. Wenn man von den Faktoren absieht, die mit der Anwesenheit anderer Zuschauer zu tun haben und im Prinzip auch bei Theaterbesuchen gegeben wären, bleiben noch prinzipiell zu viel Restlicht durch ungünstig platzierte Notausgangs-Schilder sowie Faktoren, die mit der Beschaffenheit der Wiedergabeanlage und/oder der Programmquelle zu tun haben, wie zu dunkle Projektion, mangelnde Bildschärfe, schlechter Ton sowie je nach verwendetem Verfahren zitterndes Bild (analog) oder Systemabstürze (digital). Dazu kommen noch bei digitaler Filmprojektion Probleme, die mit dem digitalen Rechtemanagement zu tun haben und dazu führen können, dass eine Vorführung vom System vorzeitig abgebrochen wird.
Bzgl. einer Bildwiedergabe im Kino ergeben sich folgende Eigenschaften, die teils von der Aufnahme auf Filmmaterial, teils von den Eigenschaften der Filmkopie im Kino und des Kinoprojektors abhängen:
- Eine Auflösung von „2K“ mit etwa 2 Millionen Bildpunkten
- Eine „isotrope“ Bildanmutung, also ohne eine Vorzugsrichtung, aufgrund der ungeordneten Struktur der Filmkörner
- Eine durch den Filmdreh bedingte Frequenz von 24 Bildern pro Sekunde
- Eine Wiedergabefrequenz im Kinoprojektor von 48 Bildern (manchmal 72) pro Sekunde, da jedes Bild zwei- bzw. dreimal mit einer kurzen Unterbrechung angezeigt wird
- Ein filmspezifischer Farbraum, der zudem vom verwendeten Aufnahmematerial und der Kolorierung in der Postproduktion abhängt
- Eine spezifische Anmutung von Flächen aufgrund der Körnung der Einzelbilder, die in zeitlicher Abfolge hintereinander gezeigt werden
- Ein spezifisches Verhalten bei Über- (Spitzlichter) und Unterbelichtung
- Ein In-Bild-Kontrast von ca. 1000:1 (also etwa zehn Blendenstufen Umfang), d. h. die hellsten darstellbaren Stellen eines bestimmten, gerade angezeigten Bilds können etwa 1000-mal so viel Licht auf die Leinwand fallen lassen wie die dunkelsten darstellbaren
- Zeitliche und räumliche Konvergenz der Bildinformationen, d. h. auf einem einzelnen Bild des Films finden sich alle Farbinformationen für dieses Bild an Stellen, die im aufgenommenen Motiv auch vorhanden waren, und die auch gleichzeitig auf die Leinwand projiziert werden

Für einen kinoartigen Effekt zu Hause ist es naheliegend, eine Wiedergabe anzustreben, die den obigen Vorgaben möglichst nahekommt. Viele Heimkinoanwender sehen verbesserte Möglichkeiten bei der Verwendung von Videoprojektoren und bevorzugen teilweise die durch Videoprojektoren erzielbare Bildwirkung.
Keine der derzeit breit eingesetzten Videoprojektortechnologien gestattet eine vollständig filmgemäße Wiedergabe. Im Einzelnen:
- Eine Auflösung im Bereich von 2K ist mit vielen heute erhältlichen Videoprojektoren praktisch erzielbar, da 1080p nur wenig unter 2K liegt.
- Eine isotrope Wiedergabe ist bereits nicht mehr möglich, da alle Technologien (außer Röhrenmonitore) mit festgelegten, quadratischen Pixeln funktionieren. Zwischen diesen befinden sich bei der Projektion sichtbare Abstände, die zu einem Fliegengittereffekt führen. Dieser ist je nach verwendeter Technologie mehr oder weniger ausgeprägt. Bei LCD finden sich stärkere Strukturen, bei Digital Light Processing sind diese weniger ausgeprägt und am schwächsten bei LCoS. Um die Gitterstruktur zu verringern, werden sogenannte „Smoothscreens“ (eine Art von optischem Filter im Projektorstrahlengang) verwendet.
- Die Aufnahmefrequenz von 24 Bildern pro Sekunde führt in Kombination mit der üblichen Belichtungszeit von Kinokameras von ca. 1/48 Sekunde zu einem bestimmten, Kinofilm-typischen Bewegungsmuster. Da der Blu-ray Disc-Standard eine Digitalisierung in dieser Frequenz ("1080P/24) gestattet, und per HDMI-Kabel auch eine entsprechende Übertragung vom Abspieler an den Videoprojektor möglich ist, sollte die Anforderung einer 24p-Zuspielung als erfüllbar angesehen werden, wenn auch viele Blu-ray Discs nicht entsprechend kodiert sind.
- Anders sieht es auf Wiedergabeseite aus. Ältere oder preisgünstige Videoprojektoren arbeiten mit einer Wiedergabefrequenz von 60 oder 120 Hz. Bezogen auf 24p-Filmsequenzen bedeutet das, dass jedes Filmbild bis zu fünfmal (statt wie im Kino zwei- bis dreimal) wiederholt werden müsste, um die Unterschiede auszugleichen. Es werden verschiedene Verfahren eingesetzt, um eine Angleichung zu bewirken, neben der Kino-ähnlichsten, dem Wiederholen, noch sogenannte Pulldown und Frame-Insertion-Verfahren. Diese sind kurz im Artikel zu 24p beschrieben. Noch komplizierter wird die Situation, wenn das Filmmaterial nicht als 24p-Bildfolge an den Projektor gesendet wird, sondern als sogenannte Halbbildfolge (vgl. Interlacing). Hier versucht der Projektor, zu erkennen, ob das Filmmaterial bereits ursprünglich interlaced war (also von einer klassischen Videokamera aufgenommen worden ist), oder ursprünglich Vollbild (progressive) war und vom Zuspielgerät vor der Übertragung an den Videoprojektor erst in Halbbilder zerlegt worden ist. In beiden Fällen setzt der Videoprojektor vor der Anzeige Halbbilder wieder zu Vollbildern zusammen, wobei aber im Falle eines in Halbbilder zerlegten Vollbilds einfach die Zeilen der (hoffentlich richtig zugeordneten) Halbbilder „deinterlaced“ werden, im Falle von ursprünglichen Halbbildern jedoch ggfs. mit Zwischenbildern gearbeitet wird, um den zeitlichen Abstand, in dem zwei Halbbilder aufgenommen worden sind, rechnerisch auszugleichen. Wie gut das gelingt, hängt genau wie im Falle der Frame-Insertion von den verwendeten, Hersteller-spezifischen Verfahren ab.
- Der Farbraum von Filmmaterial weicht schon aus physikalischen Gründen vom Farbraum ab, den elektronische Geräte erzeugen können. Hinzu kommt, dass im Heimkinobereich aus Gründen der historischen Kompatibilität Farbräume verwendet werden, die aus dem Bereich der klassischen Fernsehtechnik stammen und die an die Möglichkeiten der Röhrenfernseher zur Farbwiedergabe angepasst sind. Namentlich sind hier zu nennen der ITU-R BT 601-Farbraum für SDTV-Material und der BT.709-Farbraum für HDTV-Material. Heutige Heimkinoprojektoren könnten in vielen Fällen einen größeren Farbraum darstellen; jedoch scheitert es an entsprechenden Standards. Lediglich der xvYCC-Farbraum wird von einigen Projektoren (und vielen Flachbildfernsehern) unterstützt; allerdings werden weder Fernsehprogramme mit diesem Farbraum ausgestrahlt, noch ist er in der Blu-Ray-Disc-Norm vorgesehen. Einzig einige Amateurvideokameras mit AVCHD bieten die Möglichkeit zur Aufzeichnung mit diesem Farbraum. Die Digitalkino-Initiative „Digital Cinema Initiatives“ hat daher als Farbraum den gesamten CIE-Farbraum definiert, auch wenn heutige Kinoprojektoren diesen nicht darstellen können. Zum Farbraum gehört außerdem die Feinheit der Abstufung bei der Darstellung von Farben und Graustufen. Bei den üblichen 8 Bit sind das maximal 256 Farbstufen (de facto werden aber bei BT 601 und 709 nur die Werte von 16 bis 235 verwendet) für jede Grundfarbe und bei Schwarzweißfilmen grundsätzlich nur 256 Graustufen, was zu sichtbaren Stufungen im Bild führen kann. Einige Projektoren stufen das Bild feiner ab (auch als „Deep Colour“ bezeichnet), was durch Interpolation der Bildinformationen erreicht wird. Das kann man sich so vorstellen, dass bei z. B. 10 Bit die Abstufungswerte nicht mehr 16, 17, 18…235  sind, sondern 16, 16,25, 16,5, 16,75, 17, 17,25…234,75, 235.
- Die Bildanmutung durch die rasche Hintereinanderprojektion von körnigen Bildern ist im Heimkinobereich ebenfalls nicht simulierbar. Videoprojektoren verfügen über ein eigenes Rauschverhalten, das sich jedoch von demjenigen einer Filmkörnung unterscheidet. So zeigen DLP-Projektoren in dunkleren, teils aber auch in helleren Bildbereichen Farbrauschen durch Probleme bei der Ansteuerung einzelner Spiegel. LCoS-Projektoren können aufgrund der Trägheit der LCD-Umschaltungen das Bild stellenweise verwischen, was aber eher zu einer Glättung als zu einem Rauschen führt etc.
- Auch der Inbild-Kontrast von Filmmaterial ist von heutigen Videoprojektoren noch nicht zu erreichen. Ein Messverfahren, dass diesen Inbildkontrast bei Projektoren misst, ist von der ANSI definiert worden. Hier wird ein Standbild mit einem Schachbrettmuster aus 16 maximal weißen und maximal schwarzen Feldern dargestellt (projiziert) und es wird die Helligkeit aller Felder bestimmt. Der sog. ANSI-Kontrast ergibt sich dann aus dem Verhältnis der Durchschnittshelligkeit der weißen Felder zur Durchschnittshelligkeit der schwarzen Felder. Für DLP-Projektoren gibt ein Hersteller Werte von ca. 350:1 bis 800:1 an, bei LCoS-Projektoren liegen die Werte bei etwa ab 300:1<, je nach Messung unterschiedlich. Projektorhersteller versuchen teilweise, diese Beschränkungen im Kontrast zu mildern, indem Projektoren mit einer sogenannten dynamischen Iris versehen werden, welche die Bildhelligkeit insgesamt durch automatisches Auf- und Abblenden verändern kann. Das verbessert aber nicht den Kontrast innerhalb eines Bilds und kann bei punktuellen Änderungen der Szenenhelligkeit (z. B. bei Schwenks oder dem Ein- bzw. Ausschalten einer Lampe) dazu führen, dass durch das Nachregulieren das Bild auch in den Teilen heller oder dunkler wird, die sich eigentlich gar nicht verändert haben, was zu einem unnatürlichen Eindruck führen kann. (Anmerkung: die von den Herstellern angegebenen Werte beziehen sich in der Regel nicht auf den ANSI-Kontrast, sondern auf den Ein/Aus-Kontrast (on/off, nativ, statisch etc.), bei dem nacheinander ein weißes Bild und ein schwarzes Bild projiziert und ausgemessen werden, oder den dynamischen Kontrast, bei dem das weiße Bild zusätzlich bei maximal geöffneter Irisstellung projiziert wird und das schwarze bei maximal abgeblendeter Iris).
- Die zeitliche und räumliche Konvergenz der Bildinformationen in einem einzelnen Bild ist mit derzeitigen Videogeräten ebenfalls nicht 1:1 simulierbar. Abgesehen von den grundsätzlichen, bereits oben erwähnten Problemen der Überspielung von zeitlich aufeinander aufgenommenen Halbbildern bei vielen Quellen können auch die Videoprojektoren diese Konvergenz aus technischen Gründen nur annähern. Bei LCoS- und 3LCD-Projektoren werden mittels dreier Mikro-LCD-Paneele, die jeweils mit Licht unterschiedlicher Wellenlänge bestrahlt werden (Rot, grün und blau) drei getrennte Bilder für die drei Grundfarben erzeugt, die dann mit Hilfe von Spiegeln und Prismen in einen gemeinsamen Strahlengang zusammengeführt werden. Hier kann es aufgrund von Fertigungstoleranzen zu Abweichungen kommen, so dass die drei Bilder auf der Leinwand nicht exakt zusammenfallen (mangelnde Vergenz). Es fehlt damit an der räumlichen Konvergenz (einige Projektoren gestatten einen digitalen Ausgleich, bei dem das Bild jeder Farbe pixelweise verschoben werden kann. Vergenzfehler von weniger als einem halben Pixel sind damit allerdings prinzipbedingt nicht korrigierbar, und Verkippungen gegenüber der optischen Achse ohnedies gar nicht). Bei DLP-Projektoren mit einem einzelnen Mikrospiegelfeld (sog. Ein-Chip-DLPs) werden die drei Bilder für die Grundfarben nacheinander erzeugt. Diese sind aufgrund der Verwendung eines einzelnen Spiegels zwar stets exakt übereinander, jedoch entsteht der Farbeindruck erst durch die Trägheit des Betrachterauges, das die drei hintereinander projizierten monochromen Farbbilder als ein einziges wahrnimmt. Es mangelt also an der zeitlichen Konvergenz. Bei raschen Augenbewegungen werden die einzelnen Farbbilder, die dann an unterschiedlichen Stellen auf die Retina treffen, von vielen Beobachtern als Farbblitzer wahrgenommen, was als Regenbogeneffekt bezeichnet wird und besonders bei Schwarzweißfilmen den Eindruck verfälschen kann.